# Gussun Oyoyo
 (avril 2020).
Si vous disposez d'ouvrages ou d'articles de référence ou si vous connaissez des sites web de qualité traitant du thème abordé ici, merci de compléter l'article en donnant les références utiles à sa vérifiabilité et en les liant à la section « Notes et références ».
Gussun Oyoyo (ぐっすんおよよ) est une série de jeux vidéo d'action-puzzle développé et édité par de multiples sociétés dont Irem et Banpresto. Le premier jeu de la série intitulé Gussun Oyoyo (connu aussi sous le nom Risky Challenge) est sorti sur Arcade en 1993 et a été produit par Irem.

## Titres
- Gussun Oyoyo (1993, Irem) (Risky Challenge)[1]
- Super Gussun Oyoyo (1995, Banpresto, SNES)[2]
- Super Gussun Oyoyo 2 (1996, Banpresto, SNES)[2]
- Gussun Oyoyo (1995, Playstation)
- Gussun Paradise (1996, Irem, Playstation) (YoYo's Puzzle Park en Europe)
- Gussun Oyoyo S (1997, Sega Saturn)
- Zoku Gussun Oyoyo (1997, Banpresto, Sega Saturn)